# Овен Торрі
Овен Торрі (англ. Owen Torrey, 31 жовтня 1925 — 13 лютого 2001) — американський яхтсмен.
Учасник Олімпійських Ігор 1948 року.